# Чжоцзи
40°53′33″ пн. ш. 112°34′16″ сх. д. / 40.89262° пн. ш. 112.57123° сх. д.
Чжоцзи (кит. 卓资县, пін. Zhuózī Xiàn) — один із повітів КНР у складі префектури Уланчаб, Внутрішня Монголія. Адміністративний центр — містечко Чжоцзишань.

## Географія
Чжоцзи лежить на Монгольському плато у західній частині префектури.

### Клімат
Повіт знаходиться у зоні, котра характеризується кліматом помірних степів. Найтепліший місяць — липень із середньою температурою 19,3 °C. Найхолодніший місяць — січень, із середньою температурою -15,3 °С.
| Клімат повіту Чжоцзи    | Клімат повіту Чжоцзи | Клімат повіту Чжоцзи | Клімат повіту Чжоцзи | Клімат повіту Чжоцзи | Клімат повіту Чжоцзи | Клімат повіту Чжоцзи | Клімат повіту Чжоцзи | Клімат повіту Чжоцзи | Клімат повіту Чжоцзи | Клімат повіту Чжоцзи | Клімат повіту Чжоцзи | Клімат повіту Чжоцзи | Клімат повіту Чжоцзи |
| Показник                | Січ.                 | Лют.                 | Бер.                 | Квіт.                | Трав.                | Черв.                | Лип.                 | Серп.                | Вер.                 | Жовт.                | Лист.                | Груд.                | Рік                  |
| Середній максимум, °C   | −6,3                 | −1,9                 | 4,5                  | 13,3                 | 20,1                 | 24,4                 | 26                   | 24,1                 | 19,2                 | 12                   | 2,5                  | −4,7                 | 11,1                 |
| Середня температура, °C | −15,3                | −10,5                | −3,3                 | 5,4                  | 12,5                 | 17,3                 | 19,3                 | 17,2                 | 11,6                 | 4                    | −5,4                 | −13                  | 3,3                  |
| Середній мінімум, °C    | −22,1                | −17,7                | −10,3                | −2,4                 | 4,2                  | 9,5                  | 12,6                 | 10,9                 | 4,8                  | −2,4                 | −11,4                | −19,2                | −3,6                 |
| Норма опадів, мм        | 2.4                  | 3.6                  | 9                    | 16.9                 | 29                   | 52.2                 | 103.3                | 87.7                 | 47.8                 | 19.2                 | 5.2                  | 3.1                  | 379.4                |
| Вологість повітря, %    | 63                   | 56                   | 48                   | 42                   | 45                   | 55                   | 68                   | 73                   | 68                   | 62                   | 61                   | 63                   | 58.7                 |
| ----------------------- | -------------------- | -------------------- | -------------------- | -------------------- | -------------------- | -------------------- | -------------------- | -------------------- | -------------------- | -------------------- | -------------------- | -------------------- | -------------------- |
| Джерело: data.cma.cn    |                      |                      |                      |                      |                      |                      |                      |                      |                      |                      |                      |                      |                      |